# حكاية فلسفية

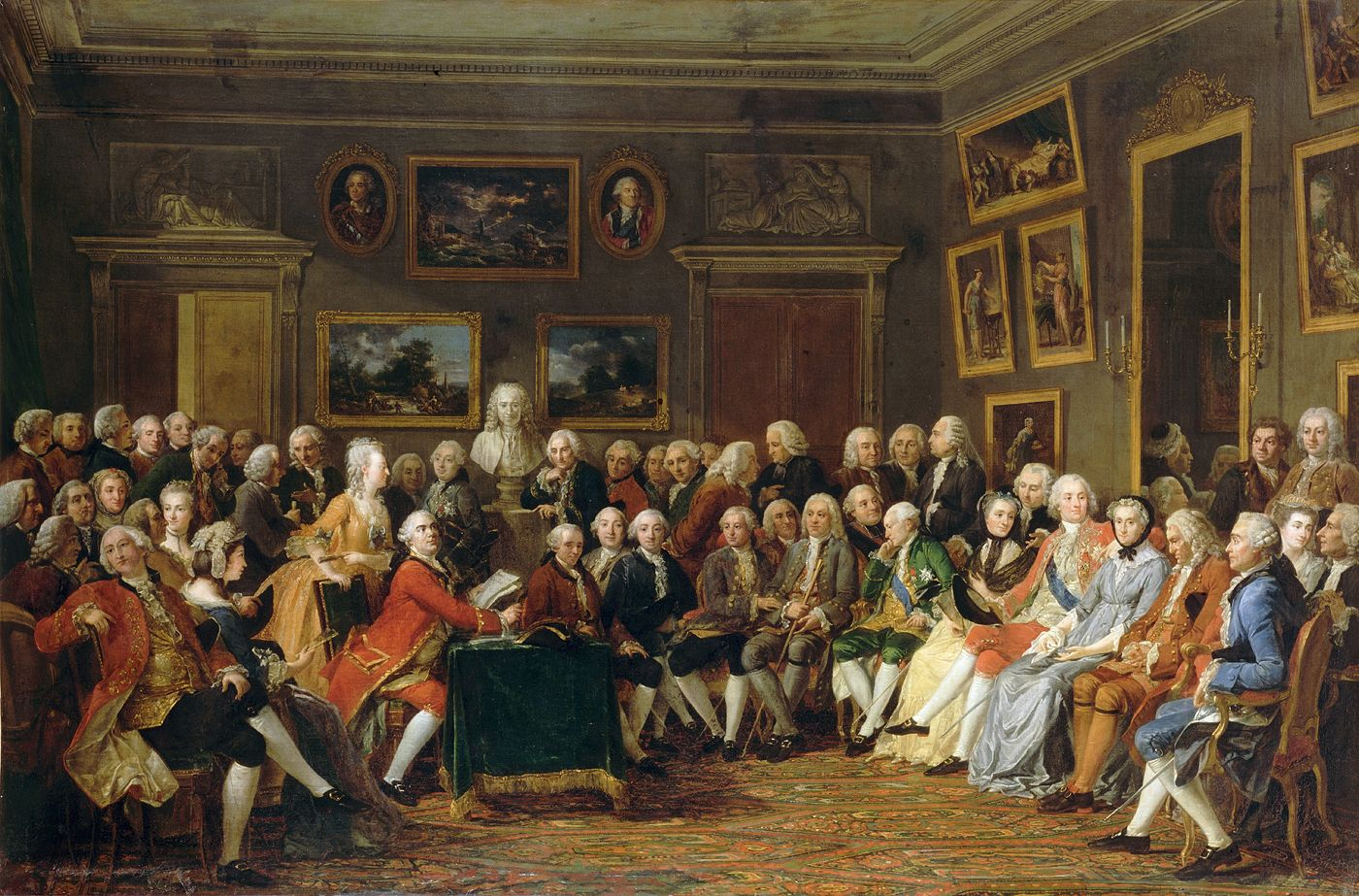
قراءة لـ"مأساة يتيم الصين" لـ"فولتير" عند مدام جيفرين.

الحكاية الفلسفية، هو جنس أدبي نشأ في القرن الثامن عشر في أوروبا، و هي قصة خيالية، تبطن نقدًا للمجتمع والسلطة القائمة بغية إيصال أفكار ومفاهيم ذات بعد فلسفي: طبقة النبلاء، والأنظمة السياسية، والتعصب الديني أو حتى بعض التيارات الفلسفية. تتخذ بنية الحكاية (conte)، وتستخدم بعض صيغها، مثل: «يحكى أنه»، من أجل الهروب من الرقابة التي كانت سائدة في ذلك الوقت. 
يعتبر فولتير رائد الحكاية الفلسفية، ومن أبرزأعماله كانديد و صادق.